# 182. pehotni bataljon Slovenske vojske
182. pehotni bataljon Slovenske vojske (kratica: 182. PEHB) je bivša pehotna formacija Slovenske vojske v sestavi 1. brigade Slovenske vojske.

## Zgodovina
Bataljon je bil ustanovljen leta 2001, ko se je dotakratni 1. bataljon 82. brigade Slovenske vojske preimenovan v 182. pehotni bataljon Slovenske vojske, bil odvzet 82. brigadi ter bil dodeljen 1. brigadi Slovenske vojske.
Bataljon je bil decembra 2002 reorganiziran in preimenovan v 20. motorizirani bataljon Slovenske vojske.